# Chiche Peak
Der Chiche Peak ist ein 5753 m (nach anderen Quellen 5860 m) hoher Berg im Nanga-Parbat-Massiv in Pakistan an der Grenze von Gilgit-Baltistan und Asad Kaschmir.

## Lage
Der Chiche Peak befindet sich im äußersten Südwesten des Himalaya, knapp 20 km südsüdwestlich des Achttausenders Nanga Parbat. Der Chiche Peak befindet sich etwa 3,8 km südlich des Shaigiri (6245 m). Zwischen den beiden Bergen befindet sich das Nährgebiet des Ghughuelgletschers, der nach Osten strömt. Vom Gipfel des Chiche Peak führt ein 8 km langer Bergsporn nach Osten. Unterhalb der Westflanke des Chiche Peak verläuft die Moräne des sich stark zurückziehenden Shonthargletschers nach Süden. Nach Nordwesten führt vom Chiche Peak ein Gebirgskamm zum 8 km nordwestlich gelegenen Laila Peak (6132 m). Knapp 4 Kilometer nordnordwestlich zweigt von diesem ein Bergkamm zum Shaigiri und zum Schlagintweit Peak nach Osten ab. Vom Chiche Peak führt ein weiterer Gebirgskamm in überwiegend südlicher Richtung. Die Südostflanke des Chiche Peak fällt hinab zum oberen Ende des Flusstals des Chichi Gah.

## Besteigungsgeschichte
Die Erstbesteigung des Chiche Peak gelang vermutlich Christian Walter und Stefan Wolf am 11. August 2010.